# Braunsel
Die Braunsel ist ein linker Zufluss der Donau bei Rechtenstein in Baden-Württemberg. Es handelt sich mit einer Länge von gerade einmal einem Kilometer um einen der kürzesten Nebenflüsse der Donau. 

## Geographie

### Braunselquellen

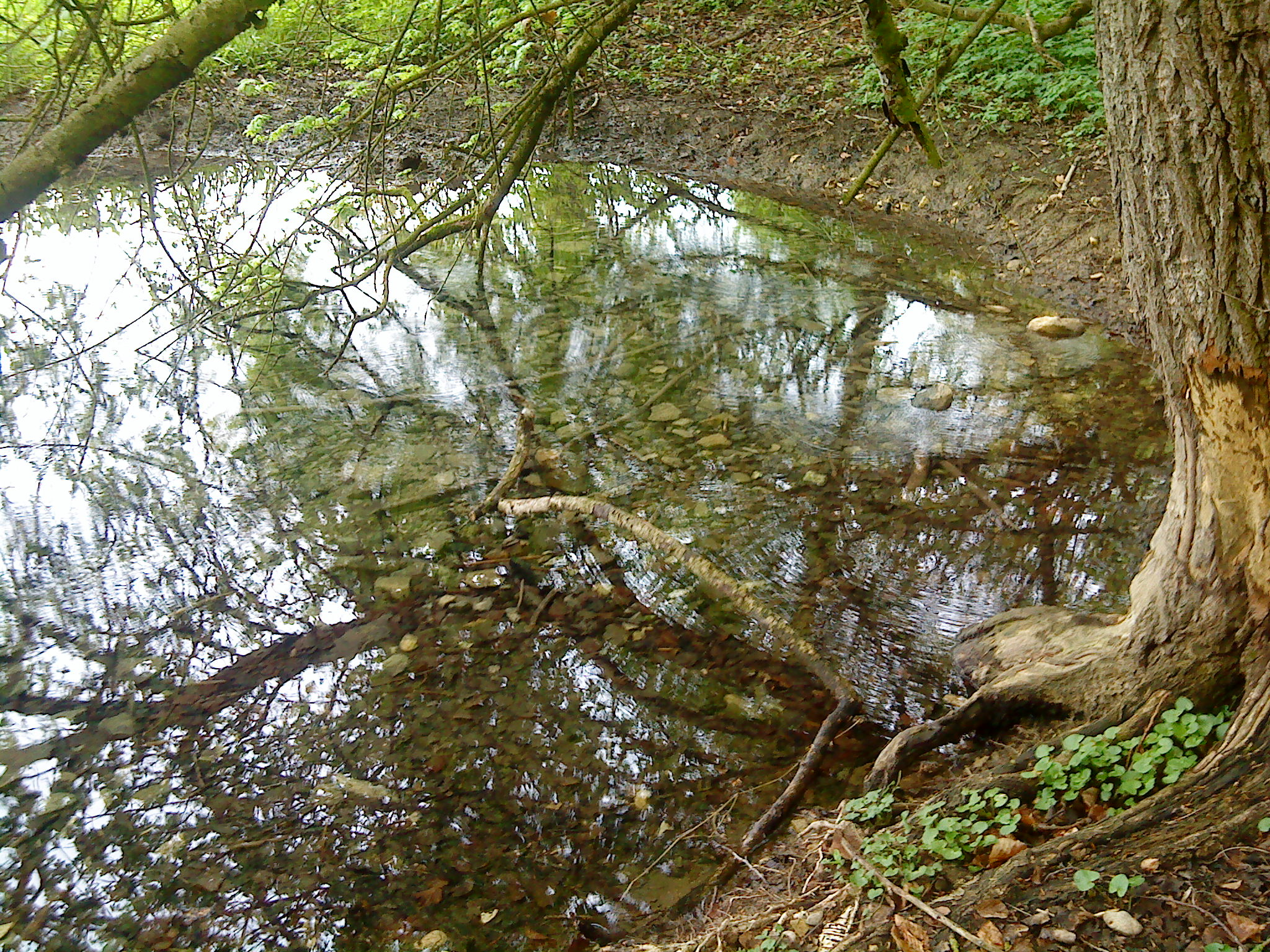
Eine von 32 Quellen der Braunsel

Die Braunsel entspringt mehreren starken Karstquellen östlich von Emeringen am Rande des Bergwaldes. Die insgesamt 32 Quellen können zeitweise bis zu 1500 Liter pro Sekunde schütten, durchschnittlich sind es 400 l/s. Das Quellwasser stammt zum Großteil aus der nördlich verlaufenden Lauter, wo sich zwischen Indelhausen und Lauterach Versickerungsstellen befinden. Das gesamte Einzugsgebiet der Braunselquellen reicht vermutlich noch weiter über das Große Lautertal hinaus.

### Verlauf
Die vielen Quellen lassen die Braunsel auf wenigen hundert Metern zu einem kleinen Fluss anwachsen. Aufgrund der kurzen Länge besteht kaum Eintrübung des klaren Wassers. Die etwa 6 Meter breite Braunsel durchfließt das gleichnamige Naturschutzgebiet und mündet am Fuß der Hochwarthfelsen, westlich von Rechtenstein, in die obere Donau. Bei Hochwasser vereinen sich beide Flüsse zu einem See.

## Naturschutz
Die Braunsel ist seit 1991 besonders geschützt. Ein 40,2 Hektar großes Areal auf den Gemarkungen Emeringen und Rechtenstein wurde vom Regierungspräsidium Tübingen zum Naturschutzgebiet Braunsel erklärt.